# Гана на Олимпийских играх
Гана впервые приняла участие в летних Олимпийских играх в 1952 году в Хельсинки под названием Золотой берег (британская колония). Пропустив затем Игры в Мельбурне в 1956 году, Гана вернулась в олимпийскую семью на Играх в Риме в 1960 и с тех пор выступала на всех летних Олимпийских играх, кроме Игр в Монреале в 1976 году и Игр в Москве в 1980 году. На зимних Олимпийских играх ганские спортсмены дебютировали в 2010 году на Олимпиаде в Ванкувере, пропустив зимние Игры 2014 года в Сочи.
За время выступления на Олимпийских играх Гана завоевала 5 олимпийские медали: 1 серебряную и 4 бронзовых. Все медали были завоёваны в соревнованиях по боксу и футболу. 
Национальный олимпийский комитет Ганы был образован в 1952 году и принят МОК в том же году.
С 13 января 2011 года Гана дисквалифицирована со всех соревнований МОК из-за вмешательства государства в спорте, и её спортсмены не могут представлять эту страну.

## Медалисты
| Медаль  | Спортсмен               | Игры           | Вид спорта | Дисциплина           |
| ------- | ----------------------- | -------------- | ---------- | -------------------- |
| Серебро | Клемент Кворти          | 1960 Рим       | Бокс       | до 64 кг             |
| Бронза  | Эдди Блэй               | 1964 Токио     | Бокс       | до 64 кг             |
| Бронза  | Принс Амартей           | 1972 Мюнхен    | Бокс       | до 75 кг             |
| Бронза  | Сборная Ганы по футболу | 1992 Барселона | Футбол     | Мужские соревнования |
| Бронза  | Сэмюэл Такьи            | 2020 Токио     | Бокс       | до 75 кг             |

## Таблица медалей
| Игры                | Спортсменов          | Золото               | Серебро              | Бронза               | Всего                | Место                |
| ------------------- | -------------------- | -------------------- | -------------------- | -------------------- | -------------------- | -------------------- |
| 1952 Хельсинки      | 7                    | 0                    | 0                    | 0                    | 0                    | —                    |
| 1956 Мельбурн       | не принимала участие | не принимала участие | не принимала участие | не принимала участие | не принимала участие | не принимала участие |
| 1960 Рим            | 15                   | 0                    | 1                    | 0                    | 1                    | 32                   |
| 1964 Токио          | 42                   | 0                    | 0                    | 1                    | 1                    | 35                   |
| 1968 Мехико         | 31                   | 0                    | 0                    | 0                    | 0                    | —                    |
| 1972 Мюнхен         | 35                   | 0                    | 0                    | 1                    | 1                    | 43                   |
| 1976 Монреаль       | не принимала участие | не принимала участие | не принимала участие | не принимала участие | не принимала участие | не принимала участие |
| 1980 Москва         | не принимала участие | не принимала участие | не принимала участие | не принимала участие | не принимала участие | не принимала участие |
| 1984 Лос-Анджелес   | 23                   | 0                    | 0                    | 0                    | 0                    | —                    |
| 1988 Сеул           | 18                   | 0                    | 0                    | 0                    | 0                    | —                    |
| 1992 Барселона      | 37                   | 0                    | 0                    | 1                    | 1                    | 54                   |
| 1996 Атланта        | 35                   | 0                    | 0                    | 0                    | 0                    | —                    |
| 2000 Сидней         | 22                   | 0                    | 0                    | 0                    | 0                    | —                    |
| 2004 Афины          | 29                   | 0                    | 0                    | 0                    | 0                    | —                    |
| 2008 Пекин          | 9                    | 0                    | 0                    | 0                    | 0                    | —                    |
| 2012 Лондон         | 9                    | 0                    | 0                    | 0                    | 0                    | —                    |
| 2016 Рио-де-Жанейро | 14                   | 0                    | 0                    | 0                    | 0                    | —                    |
| 2020 Токио          | 14                   | 0                    | 0                    | 1                    | 0                    | 86                   |
| 2024 Париж          | 4                    | 0                    | 0                    | 0                    | 0                    | —                    |
| Всего               | Всего                | 0                    | 1                    | 4                    | 5                    |                      |

| Игры          | Спортсменов          | Золото               | Серебро              | Бронза               | Всего                | Место                |
| ------------- | -------------------- | -------------------- | -------------------- | -------------------- | -------------------- | -------------------- |
| 2010 Ванкувер | 1                    | 0                    | 0                    | 0                    | 0                    | -                    |
| 2014 Сочи     | не принимала участие | не принимала участие | не принимала участие | не принимала участие | не принимала участие | не принимала участие |
| 2018 Пхёнчхан | 1                    | 0                    | 0                    | 0                    | 0                    | -                    |
| 2022 Пекин    | 1                    | 0                    | 0                    | 0                    | 0                    | –                    |
| Всего         | Всего                | 0                    | 0                    | 0                    | 0                    |                      |

## См.также
- Список знаменосцев Ганы на Олимпийских играх
- Гана на Паралимпийских играх
- Гана на Сурдлимпийских играх
- Гана на Универсиадах
- Гана на юношеских Олимпийских играх
- Гана на Играх Содружества
- Гана на Африканских играх